# 코미디쇼 희희낙락
코미디쇼 희희낙락은 KBS의 코미디 프로그램이다. 관객이 없는 상태에서 녹화가 이뤄지는 비공개 코미디 프로그램으로, 정통 코미디 부활을 표방하였다.
2009년 3월 6일에 웰컴 투 코미디라는 이름의 파일럿 프로그램으로 방영하고 시청자의 의견 및 반응이 좋아 4월 24일부터 정규 편성되었으며, 가장 큰 특징은 '개그콘서트' 의 개그맨들이 합세하였다는 것이다. 그러다가 2009년 10월 16일에 가을 개편으로 폐지되었다.
한편, MC 남희석은 고정 게스트로 출연한 SBS <웃는밤 좋은밤> 조기종영 이후 해당 프로그램으로 본업인 코미디언 복귀를 했고 이 탓인지 그 동안 진행자로 활동해 온 KBS 2TV 《여유만만》에서 하차했다.
아울러, 기존의 스튜디오 녹화 진행의 비공개 코미디쇼 형식을 벗어나지 못한 데다 현실을 다소 벗어난 상황 설정이란 지적이 있었다.

## 출연진
- MC : 남희석
- 패널 : 유세윤, 이수근, 김병만, 김대희, 신봉선, 박영진

## 제작진
- 프로듀서 : 박중민
- 연출 : 조준희, 박성재, 이선희
- 조연출 : 정태중
- 작가 : 최대웅, 이남규, 백성운, 김배근, 황덕창, 정은영, 윤기영

## 방영했던 코너
- 기막힌 퀴즈쇼
- 성격클리닉 이·사·모
- 남자연구소
- 유세윤의 인간극장
- 스피드 고고
- 김준호쇼
- 황현희의 개그 1대100
- 박영진의 쇼타임
- 유세윤의 공포극장(14회,15회)
- 신봉선의 희망캠페인
- 남희석의 오늘도 참는다
- 진실게임
- 황현희의 체험 개그의 현장
- 봉家네
- 개그클리닉
- 세계는 지금
- 김병만은 살아있다
- 국가개념원
- 유행어 프로젝트(12회,14회)
- 조정위원회

## 방영 목록
- 연출: 조준희
- 작가: 최대웅, 백성운, 김배근, 황덕창, 이남규, 정은영, 윤기영

| 회차   | 방송일           | 코너 | 연출 | 시청률 | 시청률  |
| 회차   | 방송일           | 코너 | 연출 | TNmS   | AGB닐슨 |
| ------ | ---------------- | --- | ---- | ------ | ------- |
| 파일럿 | 2009년 3월 6일   | |      |        | 8.7%    |
| 1회    | 2009년 4월 24일  | 1. 유세윤의 인간극장(유세윤, 여운자, 강유미, 김준호, 안영미, 장동민 외) — 엄마는 못 말려 2. 김병만은 살아있다(김병만 외) 3. 희망캠페인(신봉선, 송종근, 김지호, 유세윤, 박성광 외) 4. 오늘도 참는다(남희석, 김준호, 황현희, 유세윤, 박지선, 이수근, 김병만 외) 5. 김준호쇼(김준호) — 전문 사채조직 소녀시대파 6. 박영진의 쇼타임 |      |        | 8.9%    |
| 2회    | 2009년 5월 1일   | |      |        | 7.8%    |
| 3회    | 2009년 5월 8일   | |      |        | 7.3%    |
| 4회    | 2009년 5월 15일  | |      |        | 6.7%    |
| 5회    | 2009년 5월 22일  | |      |        | 6.9%    |
| 6회    | 2009년 6월 5일   | |      |        | 6.8%    |
| 7회    | 2009년 6월 12일  | |      |        | 6.6%    |
| 8회    | 2009년 6월 19일  | |      |        | 6.8%    |
| 9회    | 2009년 6월 26일  | |      |        | 7.6%    |
| 10회   | 2009년 7월 3일   | |      |        | 6.7%    |
| 11회   | 2009년 7월 10일  | |      |        | 7.0%    |
| 12회   | 2009년 7월 17일  | |      |        | 7.8%    |
| 13회   | 2009년 7월 24일  | |      |        | 6.9%    |
| 14회   | 2009년 7월 31일  | |      |        | 6.2%    |
| 15회   | 2009년 8월 7일   | |      |        | 5.6%    |
| 16회   | 2009년 8월 14일  | |      |        | 7.1%    |
| 17회   | 2009년 8월 28일  | |      |        | 4.4%    |
| 18회   | 2009년 9월 4일   | |      |        | 5.4%    |
| 19회   | 2009년 9월 11일  | |      |        | 5.5%    |
| 20회   | 2009년 9월 18일  | |      |        | 5.0%    |
| 21회   | 2009년 9월 25일  | |      |        | 6.0%    |
| 22회   | 2009년 10월 9일  | |      |        | 5.6%    |
| 23회   | 2009년 10월 16일 | 1. 기막힌 퀴즈쇼(김대희, 안상태, 장도연, 안일권, 안윤상, 이수근) 2. 성격클리닉 이·사·모(유상무, 안상태, 신고은, 남희석, 김병만 외) 3. 남자연구소(강유미, 신봉선, 유민상 외) 4. 유세윤의 인간극장(유세윤, 강유미, 유상무, 안소미 외) 5. 스피드 고고 BEST of BEST(남희석)                                                         |      |        | 4.8%    |

## 시청률
- AGB 닐슨 미디어리서치

| 회차   | 방송 일자        | 전국 시청률(증감치) |
| ------ | ---------------- | ------------------- |
| 파일럿 | 2009년 3월 6일   | 8.7%                |
| 1회    | 2009년 4월 24일  | 8.9%                |
| 2회    | 2009년 5월 1일   | 7.8%(-1.1)          |
| 3회    | 2009년 5월 8일   | 7.3%(-0.5)          |
| 4회    | 2009년 5월 15일  | 6.7%(-0.6)          |
| 5회    | 2009년 5월 22일  | 6.9%(+0.2)          |
| 6회    | 2009년 6월 5일   | 6.8%(-0.1)          |
| 7회    | 2009년 6월 12일  | 6.6%(-0.2)          |
| 8회    | 2009년 6월 19일  | 6.8%(+0.2)          |
| 9회    | 2009년 6월 26일  | 7.6%(+0.8)          |
| 10회   | 2009년 7월 3일   | 6.7%(-0.7)          |
| 11회   | 2009년 7월 10일  | 7%(-0.3)            |
| 12회   | 2009년 7월 17일  | 7.8%(+0.8)          |
| 13회   | 2009년 7월 24일  | 6.9%(-0.9)          |
| 14회   | 2009년 7월 31일  | 6.2%(-0.7)          |
| 15회   | 2009년 8월 7일   | 5.6%(-0.6)          |
| 16회   | 2009년 8월 14일  | 7.1%(-1.5)          |
| 17회   | 2009년 8월 28일  | 4.4%(-2.7)          |
| 18회   | 2009년 9월 4일   | 5.4%(+1.0)          |
| 19회   | 2009년 9월 11일  | 5.5%(+0.1)          |
| 20회   | 2009년 9월 18일  | 5%(-0.5)            |
| 21회   | 2009년 9월 25일  | 6%(+1.0)            |
| 22회   | 2009년 10월 9일  | 5.6%(-0.4)          |
| 23회   | 2009년 10월 16일 | 4.8%(-0.8)          |

## 결방
- 2009년 5월 29일 - 앙코르 드라마시티 <못생긴 당신> 편성
- 2009년 8월 21일 - 특선영화 《굿바이 만델라》 편성[5]
- 2009년 10월 2일 - 10시 40분부터 추석특집 <빅스타 X파일> 펀성에 따라 《스펀지 2.0》가 8시 20분,《VJ특공대》가 9시 30분으로 이동하여 결방

## 타이틀 변천사
- 1995년 11월 10일 ~ 2000년 4월 28일 《코미디 세상만사》
  - 연출 : 김진홍, 박중민, 최공섭, 박기현, 이승면 外
  - 출연자 : 서세원, 김미화, 최양락 外
  - 과정 : 1995년 11월 10일 첫 회부터 서세원, 김미화가 MC를 맡게 되어 당시 제목은 '서세원,김미화의 코미디 세상만사'였는데 첫 회부터 1996년 10월 11일까지 금요일 오후 10시에 방송되었으나 1996년 10월 19일부터 토요일 오후 10시로 시간이 바뀌었지만 같은 해 12월 1일부터 일요일 오후 10시로 시간이 변경됐으며[6] 1997년 3월 7일부터 금요일 오후 10시로 다시 방송시간이 바뀌었으나 같은 해 10월 26일부터 일요일 오후 11시로 다시 변경되었지만 얼마 못가 11월 28일부터 금요일 오후 10시로 원상복귀되었고 1998년 2월 27일부터 최양락이 새롭게 MC로 합류하게 되어 제목도 '최양락,김미화의 코미디 세상만사'로 바뀌었지만 최양락은 시청률 부진으로 인해 김미화와 함께 그 해 10월 23일 방송을 끝으로 하차,그 후 1999년 9월 3일부터 제작진을 새롭게 개편하고 포맷도 정통 콩트 코미디로 바뀌었으며 2000년 4월 28일 방송을 끝으로 종영하였다.

- KBS 비공개 코미디의 1차 공백기 (2000년 4월 28일 ~ 2004년 11월 6일)

- 2004년 11월 7일 ~ 2005년 4월 24일 《코미디 파일》
  - 연출: 김영식, 이민호
  - 출연자:박준형, 정종철 外
  - 과정: 한동안 KBS에서 비공개 코미디 프로그램을 편성하지 않다가 전격편성되었는데 이 프로는 주택복권 추첨을 겸했으나 시청률 부진 때문에 조기종영되었다.

- KBS 비공개 코미디의 2차 공백기 (2005년 4월 25일~ 2006년 11월 21일)

- 2006년 11월 22일 ~ 2007년 8월 29일 《웃음충전소》
  - 연출 : 김석현, 조준희, 박성재 外
  - 출연자 : 김준호, 이수근, 김병만 外
  - 과정 : '코미디 파일' 종영 후 오랜만에 만드는 비공개 코미디 프로그램이었는데 한동안 신드롬을 일으켰을 뿐 이름만 남긴 채 종영하였다.

- KBS 비공개 코미디의 3차 공백기 (2007년 8월 29일 ~ 2009년 4월 24일)

- 2009년 4월 24일 ~ 2009년 10월 16일 《코미디쇼 희희낙락》
  - 후속작 : 청춘불패

- 2009년 10월 24일 ~ 2012년 3월 10일 《개그 스타》